# Gonomyia omogoensis
Gonomyia omogoensis är en tvåvingeart som beskrevs av Alexander 1955. Gonomyia omogoensis ingår i släktet Gonomyia och familjen småharkrankar. Inga underarter finns listade i Catalogue of Life.